# Santa Maria di Monteverginella (Nápoly)
A Santa Maria di Monteverginella egy templom és kolostor együttese Nápolyban. 1314-ben építette Anjou Róbert jegyzője, Bartolomeo di Capua. 1588-tól kezdődően a templomot többször is átépítették. Az utolsó számottevőbb módosításokat 1843-ban Gaetano Genovese végezte el. A templom latin kereszt alaprajzú, öt oldalkápolnával. A főoltár Dionisio Lazzari alkotása (1656). A belső márványborítás és stukkók kialakítása Domenico Antonio Vaccaro nevéhez fűződnek.